# Doratogonus liberatus
Doratogonus liberatus là một loài cuốn chiếu thuộc họ Spirostreptidae. Chúng là loài đặc hữu của Nam Phi.